# Escuela de Bellas Artes (UNT)

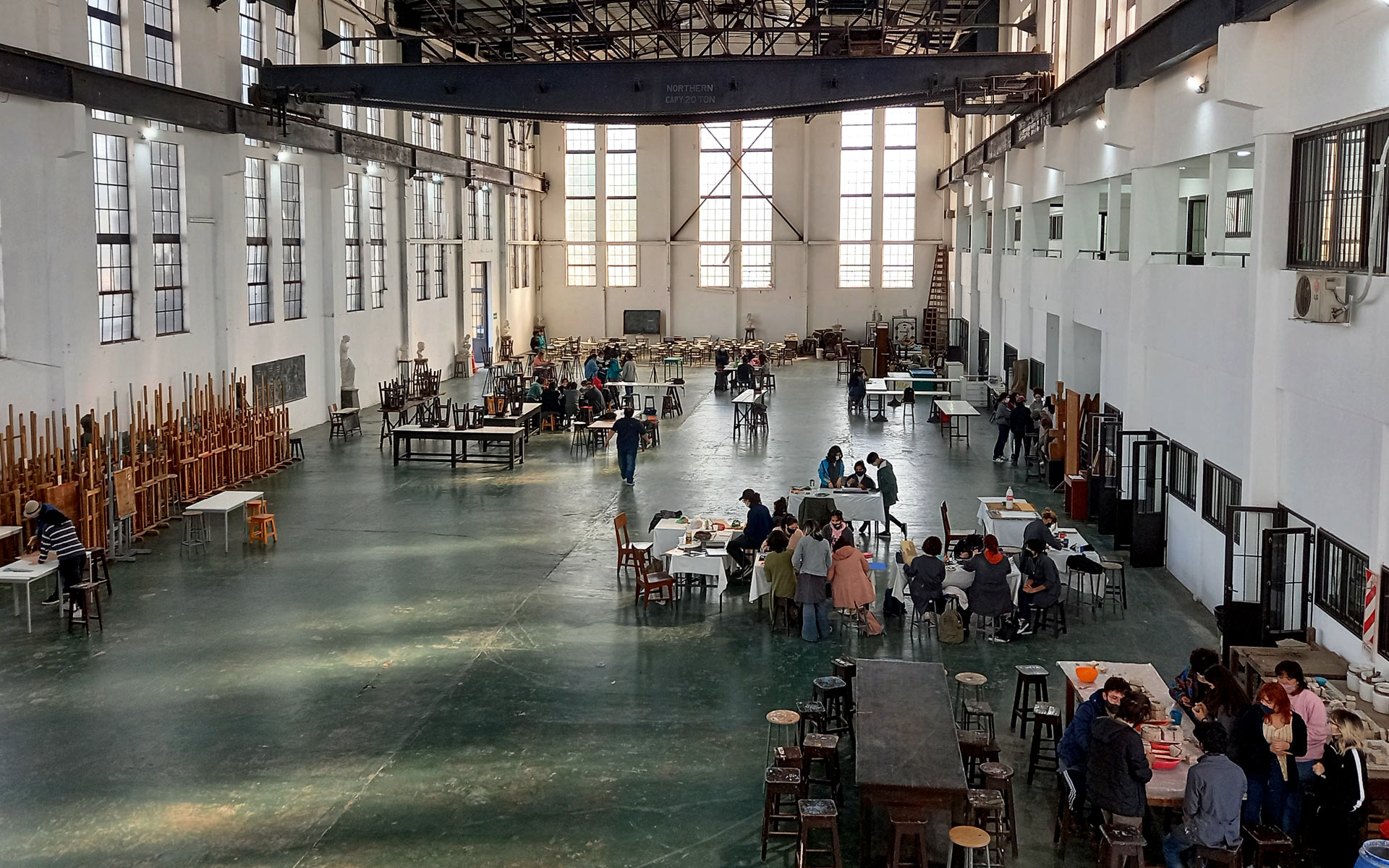
Interior de la Escuela de Bellas Artes de la UNT en la ex usina termoeléctrica de Agua y Energía, ubicada en Avenida Sarmiento 1.100 de San Miguel de Tucumán

La Escuela de Bellas Artes de la Universidad Nacional de Tucumán actualmente está ubicada en Avenida Sarmiento 1100. Sintetiza su misión en labor educacional en las Artes Visuales en la provincia de Tucumán con más de diez décadas de trayectoria en el NOA.

Escudo de la Escuela de Bellas Artes de la UNT

Como centro de cultura artística, esta institución data de la misma fecha de creación de la Universidad Nacional de Tucumán.
La Escuela de Bellas Artes en el año 1963 decide poner en vigencia un nuevo plan de estudios que tendrá una duración de seis años y el título que se otorgaría sería el de Maestro en Artes Plásticas, luego se adapta a las exigencias de la derogada ley de Educación Federal.
Hoy se emprende la reestructuración de la sección nocturna en tecnicaturas.

## Historia
La Escuela de Bellas Artes y de Artes Decorativas e Industriales nació a comienzos del siglo XX para dar respuesta a las necesidades de formación artística de Tucumán. durante el rectorado de Horacio Descole, en el marco de modernización de la Universidad se crearon el Instituto Superior de Artes en mayo de 1948, posteriormente reformulado como Departamento de Artes en noviembre de 1951, con la idea de darle un mayor profesionalismo e impulso a las carreras artísticas.
Nació como una iniciativa del maestro Atilio Terragni, a una necesidad creciente de fomentar la expresión e identidad estética de una ciudad que crecía académicamente a pasos agigantados, posteriormente sería el quien dirigiría a esta escuela como primer director.
La Escuela de Bellas Artes y de Artes Decorativas e Industriales “Maestro Atilio Terragni” es una Institución tan antigua y prestigiosa como la UNT. Tiene 107
años de existencia. A través de esta institución se contribuyó a desarrollar el gusto estético, capacitar a obreros calificados artísticamente y fue la responsable de la formación artístico-pedagógica de la casi totalidad de los docentes tucumanos en el área de plástica.

### Cambios de edificios desde sus comienzos
La escuela en sus inicios se llevaban a cabo las clases en Córdoba 450.
Luego por problemas de falta de mantenimientos se la trasladó al edificio ubicado en la calle Buenos Aires al 700 y funcionó hasta 2006 porque la UNT no la mantenía en condiciones y se la trasladó a calle Alberdi 150.y a mediados de 2011, por las mismas y recurrentes razones de falta de mantenimiento por parte de las autoridades de la UNT, fue trasladada a la calle Laprida 246, en el edificio dende se emplazaba el colegio "Herman Hollerith". 
Desde 2020 se emplaza en el predio de la ex usina termoeléctrica de Agua y Energía , en Av. Sarmiento 1100.

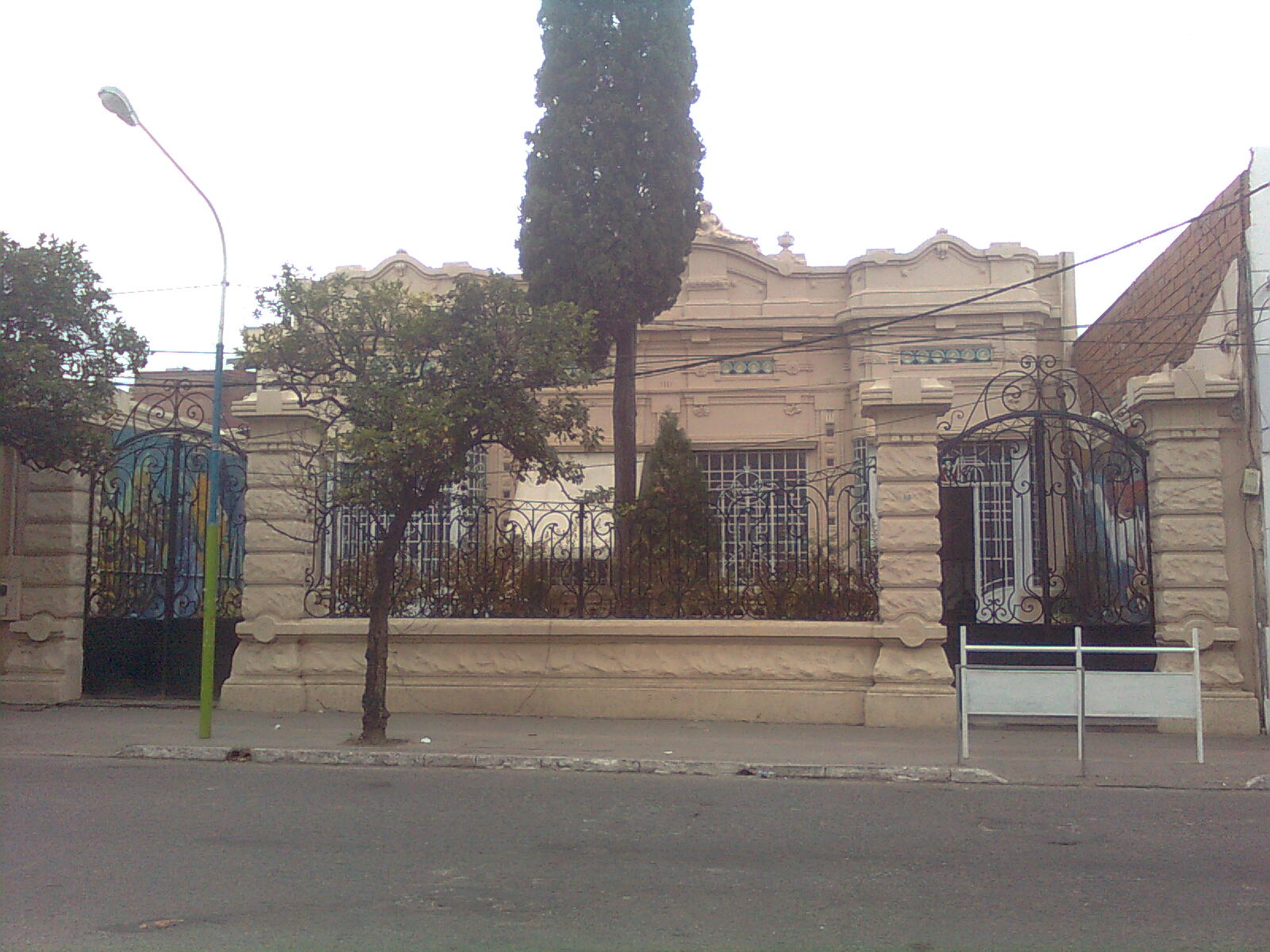
Alberdi 150, desde 2005 hasta mediados de 2011.

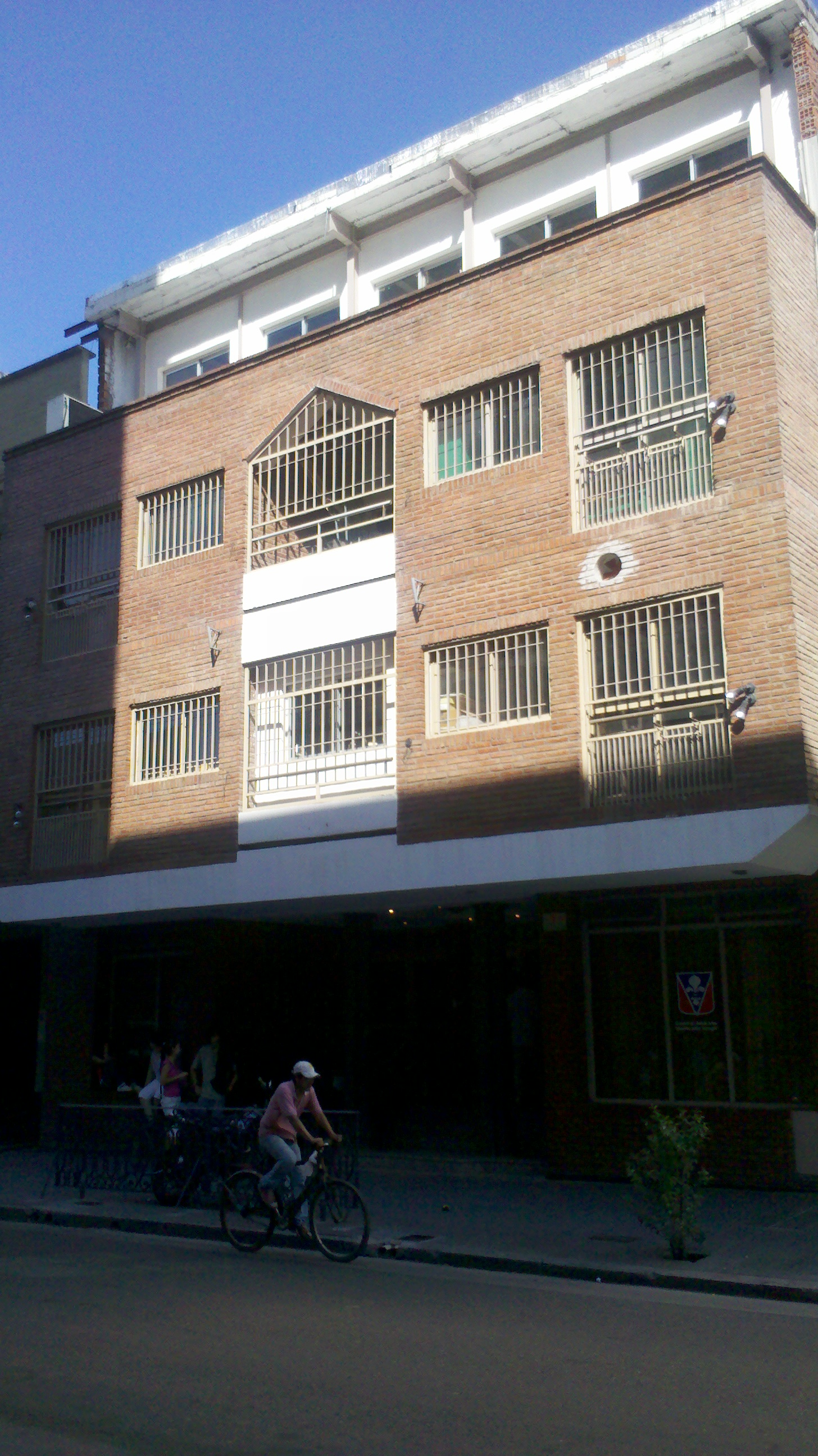
Laprida 246, mediados de 2011 a 2020.

## Viaje al norte
Realizado en segundo año.

## Cataratas
Realizado en cuarto año

### Campamento anual obligatorio

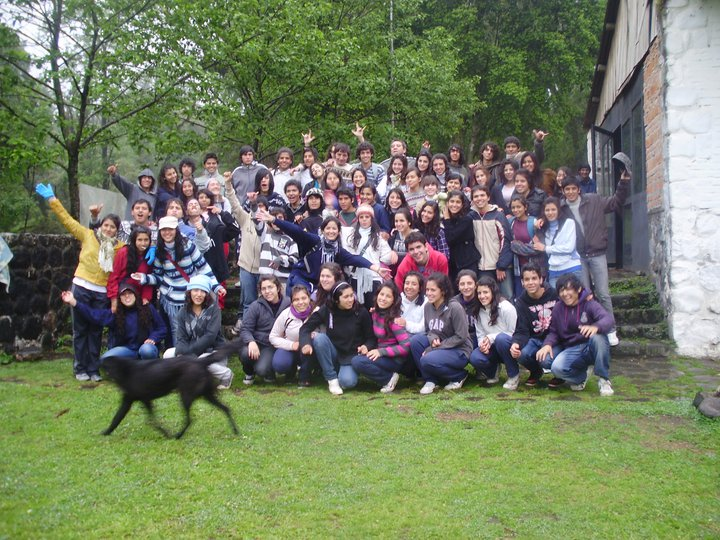
"Cochuna 2010", 1°, 2° y 3° año del polimodal.

El campamento anual obligatorio se realiza entre principios del mes de septiembre y fines del mes de noviembre.
Es organizado por los profesores de Educación Física de la institución; es un requisito indispensable para aprobar la materia.
Todos los años se realiza en Samay Cochuna (C.E.F. 24, Concepción, Tucumán) como una tradición a excepción de algunos años donde puede variar el lugar.
Generalmente son 3 días y 2 noches para los 3 primeros años y luego, a partir del 4.º año se realiza el campamento durante 4 días y 3 noches.
El campamento sirve para entablar mejores amistades y vivir momentos inolvidables; durante los días de estadía, a los alumnos se los divide en 5 grupos de los cuales tienen que realizar las respectivas tareas, durante los siguientes días van rotando para todos completar todas las actividades.
Los grupos se dividen en los siguientes: Cocina, Comedor, Baños, Limpieza exterior y el Diario del día.

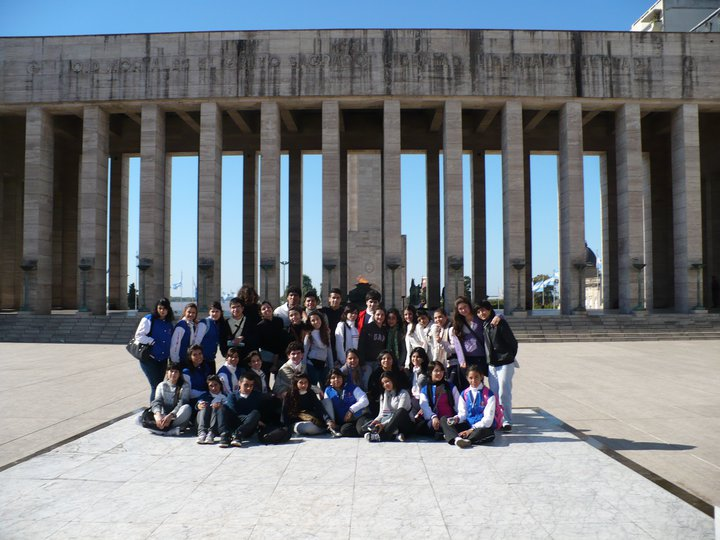
Viaje al arteBA 2011.

### Viaje de Estudio Obligatorio al ArteBA
El viaje de Estudios a la feria de arte contemporáneo más grande de Latinoamérica -arteBA- se realiza en la Ciudad de Buenos Aires; donde durante esos días los alumnos de 3.er año (polimodal) pueden sellar lo aprendido, a través de experiencias como visitar museos y hacer intervenciones.
A esta actividad se la realiza con los profesores de la materia "Gestión Cultural" que se dicta en la institución y es organizada por los mismos.